# Eslovenia en los Juegos Olímpicos de Atlanta 1996
Eslovenia estuvo representada en los Juegos Olímpicos de Atlanta 1996 por un total de 37 deportistas que compitieron en 8 deportes.  
La portadora de la bandera en la ceremonia de apertura fue la atleta Brigita Bukovec.

## Medallistas
El equipo olímpico esloveno obtuvo las siguientes medallas:
| Nombre          | Deporte               | Competición    |
| --------------- | --------------------- | -------------- |
| Oro             |                       |                |
| —               |                       |                |
| Plata           |                       |                |
| Brigita Bukovec | Atletismo             | 100 m vallas F |
| Andraž Vehovar  | Piragüismo en eslalon | K1 M           |
| Bronce          |                       |                |
| —               |                       |                |